# Диференциално уравнение
Диференциалните уравнения са математически уравнения, които свързват стойностите на търсена неизвестна функция и тези на нейните производни от различен ред.
Диференциалните уравнения се използват широко във физиката, техниката, икономиката и други приложни и научни области, особено в случаи, в които е известна или постулирана детерминистична връзка между дадени непрекъснати величини (моделирани като функции) и техните степени на изменение в пространството и времето (моделирани като производни). Например в класическата механика законите за движение дават възможност връзките между положение, скорост и ускорение на дадено тяло и действащите върху него сили да бъдат изразени като диференциално уравнение за неизвестното му положение като функция на времето (уравнение на движението).
В математиката диференциалните уравнения се изследват от няколко различни перспективи, като основната цел е създаването и подобряването на методите за тяхното решаване – намирането на функции, удовлетворяващи условията на уравнението. Само най-простите диференциални уравнения дават възможност за намиране на решение във вид на експлицитна формула. В останалите случаи приблизително решение трябва да се търси с методите на числения анализ, които често изискват използването на изчислителни машини.

## Видове
В теорията на диференциалните уравнения се разграничават две големи групи уравнения:
- Обикновените диференциални уравнения съдържат производни на неизвестната функция само спрямо една независима променлива. В най-простия случай неизвестната функция е реална или комплексна, но по принцип тя може да бъде векторна или матрична, като в тези случаи уравнението може да бъде разглеждано и като система от диференциални уравнения. Обикновените диференциални уравнения се подразделят според реда на най-високата производна на неизвестната функция. Най-широко приложение имат уравненията от първи и втори ред.
- Частните диференциални уравнения съдържат производни на неизвестната функция спрямо повече от една независима променлива (частни производни). Както и обикновените, частните диференциални уравнения се класифицират според ред на най-високата производна, но също и като елиптични, хиперболични и параболични уравнения, което е от особено значение за линейните уравнения от втори ред. Някои частни диференциални уравнения попадат в различни категории в определени части от дефиниционната област на независимите производни.

Както обикновените, така и частните диференциални уравнения се разделят на линейни и нелинейни. При линейните диференциални уравнения неизвестната функция и нейните производни присъстват само на първа степен (не се умножават помежду си). Важно свойство на линейните диференциални уравнения е това, че техните решения образуват афинно подпространство на подходящо функционално пространство, което е довело до значително по-подробно разработване на теорията за тях. Още по-ограничена подкатегория са хомогенните линейни диференциални уравнения, при които пространството на решенията е линейно подпространство – сумата на всяко множество от решения или произведение на решения също е решение. Коефициентите на неизвестната функция и нейните производни в линейните диференциални уравнения могат да бъдат константи или известни функции на независимите променливи.
Съществуват много малко методи за явно решаване на нелинейни диференциални уравнения, а съществуващите обикновено се основават на определени симетрии в конкретното уравнение. Нелинейните диференциални уравнения могат да проявяват изключително сложно поведение. При тях дори фундаменталните въпроси за съществуването и единствеността на решението и за съвместимостта на граничните условия представляват сложни задачи, чието решаване за отделни частни случаи се смята за значителен напредък на математическата теория.
Линейните диференциални уравнения често се използват като приближение на нелинейни уравнения, валидни при определени ограничени условия. Например уравнението на хармоничния осцилатор е приближение на нелинейното уравнение на махалото, валидно при малки амплитуди.

### Примери
В първата група примери u е неизвестната функция на независимата променлива x, а c и ω са известни константи.
- Нехомогенно линейно обикновено диференциално уравнение от първи ред с постоянни коефициенти:

{\displaystyle {\frac {du}{dx}}=cu+x^{2}.}
- Хомогенно линейно обикновено диференциално уравнение от втори ред:

{\displaystyle {\frac {d^{2}u}{dx^{2}}}-x{\frac {du}{dx}}+u=0.}
- Хомогенно линейно обикновено диференциално уравнение от втори ред с постоянни коефициенти, описващо хармоничен осцилатор:

{\displaystyle {\frac {d^{2}u}{dx^{2}}}+\omega ^{2}u=0.}
- Нелинейно обикновено диференциално уравнение от първи ред:

{\displaystyle {\frac {du}{dx}}=u^{2}+1.}
- Нелинейно обикновено диференциално уравнение от втори ред, описващо движението на махало с дължина L:

{\displaystyle L{\frac {d^{2}u}{dx^{2}}}+g\sin u=0.}
В следващата група примери неизвестната функция u зависи от две независими променливи – x и t или x и y.
- Хомогенно линейно частно диференциално уравнение от първи ред:

{\displaystyle {\frac {\partial u}{\partial t}}+t{\frac {\partial u}{\partial x}}=0.}
- Хомогенно линейно частно диференциално уравнение от втори ред от елиптичен тип с постоянни коефициенти (уравнение на Лаплас):

{\displaystyle {\frac {\partial ^{2}u}{\partial x^{2}}}+{\frac {\partial ^{2}u}{\partial y^{2}}}=0.}
- Нелинейно частно диференциално уравнение от трети ред (уравнение на Кортевег-де Фриз):

{\displaystyle {\frac {\partial u}{\partial t}}=6u{\frac {\partial u}{\partial x}}-{\frac {\partial ^{3}u}{\partial x^{3}}}.}

## Методи за решаване
За да решим едно диференциално уравнение (често в този контекст се говори за интегриране, а самото решение наричаме интеграл), трябва да намерим такава функция y, която заедно със своите производни удовлетворява уравнението. Необходимият за това метод често е различен за различните видове диференциални уравнения. Характеристиките на решенията също зависят от вида на ДУ – например въпросът, дали е налице многозначност, или съществуването изобщо на решение.
Пример: нека уравнението е
{\displaystyle y''+y=0\,}
Търсейки функцията, която удовлетворява това уравнение, стигаме до общо решение от вида:
{\displaystyle y=A\cdot \cos x+B\cdot \sin x}
Тук А и В са константи и следват от началните условия – предварително зададени стойности на търсената функция в дадени точки.
Примерът е уравнението за трептене на тежест върху пружина или люлеенето на махало. А началните условия – това всъщност представлява отклонението (y) на тежестта или махалото, за да предизвикаме трептенията.

## Приложение
Голям брой от наблюдаваните в природата и техниката явления не са статични, а зависят както от моментните стойности на дадени величини, така и от вида на тяхното изменение. Математически такива явления се налага да бъдат описвани с диференциални уравнения и изградените с тяхна помощ математически модели. По този начин са дефинирани много от фундаменталните закони на физиката и химията, а в биологията и икономиката с диференциални уравнения се моделира поведението на системи с голяма сложност.
Математическата теория на диференциалните уравнения възниква и първоначално се развива едновременно с естествените науки, от които са изведени много уравнения и където намират приложение резултатите от тяхното решаване. В много случаи напълно различни задачи от несвързани помежду си научни области могат да бъдат сведени до едни и същи диференциални уравнения. Например разпространението на светлината и звука във въздуха и на вълните по водната повърхност могат да бъдат описани с едно и също частно диференциално уравнение – вълновото уравнение. Топлообменът, чиято теория е разработена от Жозеф Фурие в началото на 19 век, се описва с друго частно диференциално уравнение от втори ред – уравнението на топлопроводността. Впоследствие се оказва, че със същото или със сходни уравнения могат да бъдат описани много други процеси – като Брауновото движение (уравнение на Фокер-Планк) или поведението на финансовите пазари в модела на Блек-Шоулс.